# PGC 5208
LEDA/PGC 5208, auch UGC 957, ist eine Irreguläre Galaxie vom Hubble-Typ dIrr im Sternbild Fische auf der Ekliptik. Sie ist schätzungsweise 99 Millionen Lichtjahre von der Milchstraße entfernt und hat einen Durchmesser von etwa 35.000 Lichtjahren. Vom Sonnensystem aus entfernt sich das Objekt mit einer errechneten Radialgeschwindigkeit von näherungsweise 2.100 Kilometern pro Sekunde.
Sie gilt als Teil der vier Mitglieder zählenden Lyons Groups of Galaxies LGG 20 um NGC 470.
Im selben Himmelsareal befinden sich unter anderem die Galaxien NGC 520, PGC 5195, PGC 5242.